# 079 (prefisso)
079 è il prefisso telefonico del distretto di Sassari, appartenente al compartimento di Cagliari.
Il distretto comprende la città metropolitana di Sassari, parte della Provincia della Gallura Nord-Est Sardegna e un comune della provincia di Nuoro, Osidda. Confina con i distretti di Olbia (0789) a est, di Nuoro (0784) a sud-est e di Macomer (0785) a sud.

## Aree locali e comuni
Il distretto di Sassari comprende 81 comuni inclusi nelle 5 aree locali di Alghero, Ozieri (ex settori di Martis e Ozieri), Sassari (ex settori di Porto Torres e Sassari), Tempio Pausania e Thiesi (ex settori di Bono e Thiesi).
I comuni compresi nel distretto sono:
- Città metropolitana di Sassari, 66 comuni:

Alghero, Anela, Ardara, Banari, Benetutti, Bessude, Bonnanaro, Bono, Bonorva, Borutta, Bottidda, Bultei, Bulzi, Burgos, Cargeghe, Castelsardo, Cheremule, Chiaramonti, Codrongianos, Cossoine, Erula, Esporlatu, Florinas, Giave, Illorai, Ittireddu, Ittiri, Laerru, Mara, Martis, Monteleone Rocca Doria, Mores, Muros, Nughedu San Nicolò, Nule, Nulvi, Olmedo, Osilo, Ossi, Ozieri, Padria, Pattada, Perfugas, Ploaghe, Porto Torres, Pozzomaggiore, Putifigari, Romana, Santa Maria Coghinas, Sassari, Sedini, Semestene, Sennori, Siligo, Sorso, Stintino, Tergu, Thiesi, Tissi, Torralba, Trinità d'Agultu e Vignola, Tula, Uri, Usini, Valledoria, Viddalba e Villanova Monteleone.
- Provincia della Gallura Nord-Est Sardegna, 13 comuni:

Aggius, Aglientu, Alà dei Sardi, Badesi, Berchidda, Bortigiadas, Buddusò, Calangianus, Luogosanto, Luras, Oschiri, Sant'Antonio di Gallura, Tempio Pausania.
- Provincia di Nuoro:

Osidda